# John Gottliff
John Gottliff, auch John Gutliff, John Bordeaux, John Gottlieb Bourdeaux, Moses Gottlieb und General Buddhoe genannt (* 19. März 1820 bei Frederiksted, Saint Croix, Dänisch-Westindien; † nach 1850 vielleicht in Grenada) war ein Sklave auf einer Zuckerrohrplantage und einer der Führer des Sklavenaufstands, der am 2. Juli 1848 in Frederiksted begonnen und am 3. Juli 1848 zur Sklavenbefreiung durch den dänischen Generalgouverneur Peter von Scholten geführt hatte. Danach half er bei der Verkündigung der Freiheit, bei der Wiederherstellung von Frieden, Ruhe und Ordnung auf der Insel und gilt seither auf den Amerikanischen Jungferninseln als Freiheitsheld.

## Leben
Gottliff war ein Sohn von Maria Rosina (1799–1877) und eines unbekannten Vaters und wurde auf einer großen Zuckerrohrplantage La Grange außerhalb von Frederiksted geboren. Seine Mutter wurde 1818, 1841 und 1846 als Feldsklavin dieser Plantage aufgeführt. Er hatte noch zwei Schwestern, Mathilde Petrus (* 1829) und Leah Sanchy Petrus (* 1832), deren Vater John Petrus (* 1801), ebenfalls ein Sklave in La Grange war. 1846 heiratete die Mutter Maria Rosina Anthony George († 1873), einen Rattenfänger, der in Little La Grange arbeitete. Etwa von 1850 bis 1860 wohnten und arbeiteten sie zusammen auf der Plantage La Grange, dann zogen sie nach Frederiksted, wo sie auch starben.
Nach den dänischen Registern von 1841 und 1846 arbeitete Gottliff als Zuckerkocher auf der Plantage La Grange, wurde auch an weitere Plantagenbesitzer ausgelehnt und gehörte zur Lutherischen Kirche. Wahrscheinlich konnte er lesen und schreiben, und es ist nicht ganz klar, ob auch er wie seine Frau 1831 die Freilassung als Sklave erhalten hatte. Aber sein Charakter wurde als schlecht bis undurchschaubar bezeichnet, und er war zudem Mitglied einer großen Bande.
1840 kam er für drei Monate ins Gefängnis wegen Diebstahl, 1841 wegen Frechheit, da er sich nicht unterwürfig genug verhalten und gezeigt hatte. Ein Polizeirapport vom 12. April 1842, verfasst vom Polizeikommissar E. Didrichsen, hielt fest, dass John Gottlieb Bordeaux Lebensmittel aus dem Laden der Plantage La Grange gestohlen habe. Er hatte erklärt, dass er sich verpflichtet gefühlt habe, Essen zur Mühle von La Grange zu bringen, wo sein Vater, ein alter Sklave, an die Zuckerpresse angekettet worden sei, nachdem er zu flüchten versucht hatte. Der Aufseher Ramsay bestätigte, dass der alte Sklave verwirrt war und nicht immer genug zu essen erhalten habe. So wurde John Gottlieb Bordeaux wegen Essensdiebstahl für seine Familie mit Gefängnis bestraft.
Gottliff war am 2. und 3. Juli 1848 nur einer der Führerfiguren der ungefähr insgesamt 8000 Sklaven, die Fort Frederik umstellten und lautstark die Forderung nach Freiheit für die Sklaven stellten. Die Hauptorganisatoren waren jedoch Moses Robert von der Plantage Butler Bay und George William, genannt King Martin, ein Schmid auf der Plantage Butler’s Bay und Chauffeur von Elizabeth Markoe Dewhurst der Plantage Bog of Allen.
Gottliff half wesentlich mit, dass die demonstrierenden und feiernden Sklaven nicht gewalttätig wurden. Nach der Ausrufung der Sklavenbefreiung begleitete und unterstützte er den dänischen Major Jacob Gyllich bei der Verkündigung der Freiheit und der Wiederherstellung von Frieden, Ruhe und Ordnung auf der Insel. Dieser Sklavenaufstand forderte auch dank seinem Wirken keine Todesopfer. Dennoch wurde er von Gouverneur Peter Hansen, dem Nachfolger von Peter von Scholten, als Anführer des Sklavenaufstands und Aufrührer angesehen. So musste er wegen Unruhestiftung für sechs Monate ins Gefängnis von Fort Christiansvaern in Christiansted.
Danach wurde er nach Trinidad verbannt, wo er am 8. Januar 1849 im Port of Spain ankam, um nie mehr nach Saint Croix zurückkehren zu können. 1850 konnte er wahrscheinlich nach New York City reisen, wo er im Büro des Abolitionisten Lewis Tappan aufgetaucht sein soll. Es wird vermutet, dass er in Grenada gestorben ist, jedoch fehlen eindeutige schriftliche Überlieferungen über sein weiteres Leben und sein Lebensende.

## Familie
Auf der Insel Saint Croix hinterließ er eine freie Tochter mit Namen Rebecca Bordeaux (* 16. Dezember 1841). Ihre Mutter war Ann Eliza Jackson (* 1821), eine freie Farbige, die in Frederiksted wohnte. Sie war eine Tochter von Mary Ann Gutliff († 1877). Der Rechtsanwalt William Beech, der für die Familie Schimmelmann, die Besitzer der Plantagen Carolina und La Grange, arbeitete, bestätigte bereits 1831 ihre Freilassung.